# Titan Aerospace
Titan Aerospace ist ein US-amerikanisches  Luft- und Raumfahrtunternehmen mit Sitz in Albuquerque. Seit 2013 wird das Unternehmen durch den früheren Microsoft-Manager Vern Raburn geleitet.
Im April 2014 gab Titan Aerospace seine Übernahme durch Google Inc. bekannt.

## Produkte
Das Unternehmen stellt unbemannte Luftfahrzeuge unter der Bezeichnung Atmosat her. Die sogenannten „atmosphärischen Satelliten“ (Solar-Powered Atmospheric Satellite Drones), die bis zu 20 Kilometern Höhe unterwegs sind, können satellitentypische Funktionen ausüben, zum Beispiel Wetter- und Feuerüberwachung übernehmen oder auch Bildaufnahmen machen. Ausgestattet mit einem Solarantrieb können sie dem Unternehmen zufolge bis zu fünf Jahre lang ununterbrochen fliegen und dabei vier Millionen Kilometer zurücklegen.

### Typen
- Solara 50, mit 50 Meter Flügelspannweite und 15 Meter Länge, wurde auf der Messe AUVSI's Unmanned Systems in Washington präsentiert.[4] Solara 50 kann eine Nutzlast von 32 Kilogramm aufnehmen.
- Solara 60, für über 100 kg Nutzlast.

Die Solara-Atmosat-Plattform bietet Kunden auf der ganzen Welt in Echtzeit Bilder der Erde, Sprach- und Datendienste, Navigation und Mapping-Dienste sowie Überwachungssysteme von der Atmosphäre aus. Die Systeme sind in der Lage, eine Versorgung über 17.800 Quadratkilometer zu bieten, so dass eine einzelne Solara-Drohne eine größere Reichweite hat als 100 terrestrische Mobilfunkmasten.

## Kauf durch Google
Laut Manager Magazin Anfang März 2014 sollte Facebook sich mit 60 Millionen Dollar an der Titan Aerospace beteiligen.
Wie das Magazin Techcrunch weiter berichtete, wolle Facebook die Drohnen nutzen, um Gegenden ohne Internetverbindung mit bezahlbarem Netzzugang zu versorgen.
Mitte April 2014 wurde schließlich bekannt, dass Google das Unternehmen gekauft hat. Die Kompetenzen der Firma sollen im Rahmen des Project Loon eingesetzt werden.